# Шилин, Андрей
Андрей Шилин (эст. Andrei Šilin; род. 28 августа 1978[…], Нарва) — эстонский гребец, выступавший за сборную Эстонии по академической гребле в 1994—2005 годах. Победитель и призёр первенств национального значения, участник двух летних Олимпийских игр.

## Биография
Андрей Шилин родился 28 августа 1978 года в городе Нарва Эстонской ССР. Проходил подготовку в местном спортивном клубе «Энергия».
Впервые заявил о себе в академической гребле на международном уровне в сезоне 1994 года, когда вошёл в состав эстонской национальной сборной и выступил на юниорском мировом первенстве в Мюнхене, где в зачёте парных четвёрок стал 19-м. Год спустя на юниорском мировом первенстве в Познани занял 23-е место в парных двойках. Ещё через год на аналогичных соревнованиях в Глазго был девятым в одиночках.
В 1997—1998 годах выступал в одиночках на молодёжном Кубке наций.
Начиная с 1999 года соревновался среди взрослых спортсменов, в частности дебютировал в Кубке мира, в парных двойках стал восьмым на чемпионате мира в Сент-Катаринсе.
Благодаря череде удачных выступлений удостоился права защищать честь страны на летних Олимпийских играх 2000 года в Сиднее. Вместе с напарником Леонидом Гуловым в двойках сумел квалифицироваться лишь в утешительный финал В и расположился в итоговом протоколе соревнований на девятой строке.
В 2001 году в парных четвёрках занял девятое место на чемпионате мира в Люцерне.
На чемпионате мира 2002 года в Севилье показал в четвёрках седьмой результат.
В 2003 году на чемпионате мира в Милане в той же дисциплине вновь был седьмым.
Находясь в числе лидеров гребной команды Эстонии, благополучно прошёл отбор на Олимпийские игры 2004 года в Афинах. В составе парного экипажа-четвёрки, куда также вошли гребцы Игорь Кузьмин, Андрей Ямся и Олег Виноградов, вновь стартовал в утешительном финале В и снова оказался девятым.
После афинской Олимпиады Шилин ещё в течение некоторого времени оставался действующим спортсменом и продолжал принимать участие в крупнейших международных регатах. Так, в 2005 году он отметился выступлением на этапе Кубка мира в Мюнхене, где в программе парных двоек стал 13-м.